# 李重華 (道光進士)
李重华（？—？），字伯香，号素园，山西武鄉縣人，清朝政治人物，同进士出身。

## 生平
道光二十五年（1845年），登乙巳恩科进士，授直隶新城縣知縣，著有《净尘庵记》。